# Singapore Sports Hub
Singapore Sports Hub (кин: 新加坡体育城, малајс. Hab Sukan Singapura) је мултифункционални спортски и забавни комплекс који се налази у округу Каланг у Сингапуру. Реч је о простору који заузима површину од око 35 хектара, гдје се налази неколико арена за такмичења у најразличитијим спортовима, игралишта и терени на отвореном, тржни центар, рекреациони простори. 
Комплекс је основан у септембру 2010. године и званично отворен 26. јула 2015. године, иако се од 2014. године овде одржавају различити спортски догађаји. Централни објекат је Национални стадион, који прима до 55 хиљада гледалаца и служи као место одржавања фудбалских, рагби, крикет утакмица, као и атлетских такмичења. У близини су Сингапурски затворени стадион капацитета 12 хиљада гледалаца (отворен 1989. године), Центар за водене спортове OSBC Aquatics Centre, гдје се одржавају пливачка такмичења, и OSBC Arena капацитета три хиљаде гледалаца.

## Планови и изградња
Од 1973. године стари Национални стадион налази се на мјесту Сингапурског спортског центра, који је био домаћин већине великих спортских турнира Сингапура као што су фудбал, хокеј на трави, рагби, као и сложена такмичења, параде и концерти познатих извођача. Дискусија о потреби да се постојећи стадион замјени цијелим спортским комплексом свјетске класе почела је 2001. године, када је Сингапурски комитет за спорт дао одговарајућу препоруку у свом извјештају. Примјери успешног искуства у коришћењу оваквих објеката укључују стадион Миленијум у Велсу, као и већи број стадиона у САД, Новом Зеланду и Аустралији. Године 2002., Министарство за развој заједнице, омладину и спорт Сингапура ангажовало је велику консултантску фирму, PricewaterhouseCoopers, да ради на финансијским аспектима потенцијалне изградње.
Године 2003., вршилац дужности министра развоја и спорта Јакоб Ибрахим објавио је коначно одобрење за изградњу комплекса који ће бити изграђен у округу Каланг на мјесту Националног стадиона. Локација је одабрана на основу разматрања транспортне и пјешачке приступачности, као и могућности интеграције структура у урбани пејзаж. Године 2005. одлучено је да се комплексом изгради и управља уговором о јавно-приватном партнерству на период од 25 година. На тендеру су учествовале три групе компанија: Alpine Consortium, Singapore Gold Consortium и Singapore Sports Hub Consortium. Победник је био посљедњи - Singapore Sports Hub Consortium, који је укључивао четири приватне компаније - InfraRed Capital Partners, Dragages Singapore, Cushman & Wakefield, Global Spectrum Asia. Архитектуру спортских објеката развила је међународна фирма Arup Group, неспортске објекте сингапурски биро DP Architects, а пејзаж Американци из AECOM.
Изградња је требало да почне 2008. године, али је због економске кризе која је избила у свијету и накнадног повећања цијена материјала и грађевинских услуга, церемонија полагања првог камена одржана тек 2010. године. Рад се одвијао у двије етапе. Први је завршен у фебруару 2011. године и састојао се од рушења старог Националног стадиона и припреме терена за изградњу нових објеката. Друга фаза је подразумијевала директну изградњу зграда комплекса. Укупно, посао је трајао око 45 мјесеци и укључивало је више од сто архитеката и дизајнера, као и 4.200 радника. Завршетак изградње био је заказан за фебруар 2014. године, али је одложен за два мјесеца због продужене кишне сезоне.

## Састав спортског комплекса
Сингапурски спортски центар површине 35 хектара укључује сљедеће спортске објекте:
- Национални стадион, са помичним кровом и покретним слојевитим седиштима,је арена за фудбалске, рагби, крикет и атлетске утакмице. Прихвата 55 хиљада гледалаца;
- Затворени стадион, изграђен 1989. године, прима до 12 хиљада гледалаца. Током година, одржавао је турнире у тенису (и тениски и стони тенис), бадминтону и мјешовитим борилачким вештинама;
- OCBC Aquatic Centre је стадион за пливачка такмичења који може да прими до 6 хиљада људи. Има 3.000 сталних мјеста, али се такође може проширити на 6.000 мјеста ако је потребно.[14][15] Унутра се налазе два олимпијска базена од педесет метара: главни са десет трака и тренажни са осам, као и ронилачки објекат. Био је домаћин ФИНА догађаја и сједиште је Сингапурског пливачког савеза (енг. Singapore Aquatics (SAQ)).[16][17]
- OCBC Arena се користи за кошаркашке, нетбал, одбојкашке и друге утакмице. Прихвата 3 хиљаде гледалаца;
- Центар за водене спортове, објекат за вожњу кајаком и кануом дуж залива Каланг.[18]
- Splash-N-Surf - водени парк за децу до 12 година;
- Центар за водене спортове налази се на обали реке Каланг. Користе га како професионални спортисти (углавном веслачи разних дисциплина), тако и становници и гости града;
- Kallang Wave Mall је тржни центар на два нивоа везан уз Национални стадион са продавнице, ресторани, зид за пењање од 16 м (52 стопе) и дјечији водени парк на крову, укупна површина просторија је око 41 хиљада м²[19][18]
- Музеј спорта у Сингапуру,[20]
- библиотеку Спортс Хуб,,[15]
- Shimano Cycling World (бициклистички музеј којим управља произвођач бицикала Shimano),[21]
- Поред тога, комплекс има терене на отвореном за друге спортове (одбојка на пјеску, куглање, кошарка), скејт парк и зид за пењање.

## Галерија
- «Национални стадион» са отвореним кровом
- «Сингапурски затворени стадион»
- «Сингапурски затворени стадион»
- OCBC Aquatic Centre
- OCBS Arena
- OCBC Aquatic Centre, 2023. год.
- Skate Park
- Одбојка на пјеску
- Кошаркашки терен на отвореном

## Догађаји и такмичења
Прво спортско такмичење одржано у Сингапурском спортском центру било је Сјветско клупско првенство у рагбију 10 21. јуна 2014. године. Званична церемонија отварања одржана је више од годину дана касније, 26. јула 2015. године, а комплекс је отворио премијер Сингапура Ли Сјенлунг. Догађај је назван ИYouth Celebrate! и одвијао се на Народном стадиону са скоро пуном салом – број гледалаца је био око 53 хиљаде људи.
Терени комплекса одржавају најпрестижнија редовна такмичења у разним спортовима: ONE Championship (мјешовите борилачке вештине), ВТА првенство (тенис), различити фудбалски и рагби турнири, One Day International у крикету и многа друга такмичења. Године 2015. Сингапурски спортски центар био је домаћин Игара југоисточне Азије.
Поред спортских турнира, одржавају се и фестивали, изложбе и концерти светски познатих музичара: Мадоне, One Direction, Мараја Кери, Селин Дион и других. Године 2016. одржана је традиционална парада на Националном стадиону у част Дана независности Сингапура..

## Награде
Током година, комплекс је постао лауреат најпрестижнијих архитектонских награда:
| Година | Догађај                     | Награда                                             | Напомена |
| ------ | --------------------------- | --------------------------------------------------- | -------- |
| 2013.  | World Architecture Festival | Пројекат будућности у категорији Забава             | [ 28 ]   |
| 2014.  | World Architecture Festival | Зграда године у категорији Спорт                    | [ 29 ]   |
| 2015.  | Structural Awards           | За изврсност у пројектовању конструкција            | [ 30 ]   |
| 2015.  | Structural Awards           | Побједник у категорији Зграде за спорт и рекреацију | [ 30 ]   |

## Транспортна доступност
| Вид транспорта           | Одредиште             | Рута                                      |
| ------------------------ | --------------------- | ----------------------------------------- |
| MRT — Кружна линија      | CC6 Stadium           | Станица на територији спортског комплекса |
| MRT — Кружна линија      | CC7 Mountbatten       | 600 метара пјешке до спортског комплекса  |
| MRT — Линија Исток-Запад | EW10 Kallang          | 600 метара пјешке до спортског комплекса  |
| Аутобус                  | S’pore Indoor Stadium | № 11                                      |
| Аутобус                  | Natl Stadium          | № 10, 14, 16, 70, 70М, 196                |